# Roteiro (Brasile)
Roteiro è un comune del Brasile nello Stato dell'Alagoas, parte della mesoregione di Leste Alagoano e della microregione di São Miguel dos Campos.